# Лижні перегони на зимових Олімпійських іграх 2022 — командний спринт (чоловіки)
Змагання з лижних перегонів у командному спринті серед чоловіків на зимових Олімпійських іграх 2022 відбулися 16 лютого в Національному лижному центрі в місті Чжанцзякоу (Китай).
Чинними олімпійськими чемпіонами були Мартін Йонсруд Сунбю і Йоганнес Гесфлот Клебо. Клебо кваліфікувався на Олімпіаду. Також кваліфікувалися срібні медалісти Ігор-2018 Олександр Большунов та Денис Спіцов і володарі бронзових медалей Моріс Маніфіка та Рішар Жув. Перед Олімпійськими іграми Клебо очолював і загальний залік Кубка світу 2021–2022, і залік спринту. Ерік Вальнес і Клебо виграли Чемпіонат світу 2021 року в командному спринті.

## Результати

### Півфінали
| Місце | Заїзд | Номер | Країна                     | Спортсмени                               | Час      | Нотатки |
| ----- | ----- | ----- | -------------------------- | ---------------------------------------- | -------- | ------- |
| 1     | 1     | 1     | Норвегія                   | Ерік Вальнес Йоганнес Гесфлот Клебо      | 20:17.28 | Q       |
| 2     | 1     | 3     | Франція                    | Юго Лапалюс Рішар Жув                    | 20:17.36 | Q       |
| 3     | 1     | 2     | Фінляндія                  | Ійво Нісканен Йоні Мякі                  | 20:17.81 | Q       |
| 4     | 1     | 7     | Канада                     | Антуан Сір Ґрем Річі                     | 20:18.71 | Q       |
| 5     | 1     | 11    | Естонія                    | Хенрі Рос Мартін Хімма                   | 20:24.29 |         |
| 6     | 1     | 9     | Білорусь                   | Олександр Воронов Єгор Шпунтов           | 20:34.07 |         |
| 7     | 1     | 5     | Чехія                      | Людек Шеллер Міхал Новак                 | 20:36.70 |         |
| 8     | 1     | 8     | Словенія                   | Вілі Чрв Міха Шименць                    | 20:43.03 |         |
| 9     | 1     | 6     | Румунія                    | Паул Пепене Раул Попа                    | 21:03.35 |         |
| 10    | 1     | 4     | Велика Британія            | Джеймс Клаґнет Ендрю Янг                 | 21:15.27 |         |
| 11    | 1     | 12    | Австралія                  | Філліп Беллінгем Севе де Кампо           | 21:17.35 |         |
| 12    | 1     | 13    | Литва                      | Модестас Вайчуліс Таутвідас Строля       | 22:17.79 |         |
| 13    | 1     | 10    | Південна Корея             | Кім Мін У Джон Джун У                    | 22:56.16 |         |
| 1     | 2     | 15    | Італія                     | Франческо де Фабіані Федеріко Пеллегріно | 20:06.99 | Q       |
| 2     | 2     | 16    | Швеція                     | Вільям Поромаа Оскар Свенссон            | 20:07.57 | Q       |
| 3     | 2     | 17    | Швейцарія                  | Йонас Бауманн Жов'ян Едіґер              | 20:07.67 | Q       |
| 4     | 2     | 21    | Австрія                    | Міхаель Феттінґер Беньямін Мозер         | 20:07.78 | Q       |
| 5     | 2     | 14    | Олімпійський комітет Росії | Олександр Большунов Олександр Терентьєв  | 20:07.85 | LL      |
| 6     | 2     | 19    | США                        | Бен Оґден Джей Сі Скунмейкер             | 20:11.42 | LL      |
| 7     | 2     | 20    | Китай                      | Ван Цян Шан Цзіньцай                     | 20:12.40 |         |
| 8     | 2     | 23    | Польща                     | Мацей Старенґа Каміль Бурий              | 20:19.87 |         |
| 9     | 2     | 24    | Україна                    | Олексій Красовський Руслан Перехода      | 20:48.40 |         |
| 10    | 2     | 25    | Ісландія                   | Сноррі Ейнарссон Ісак Стіансон Педерсен  | 21:05.66 |         |
| 11    | 2     | 22    | Латвія                     | Раймо Вігантс Робертс Слотиньш           | 21:06.82 |         |
| 12    | 2     | 18    | Німеччина                  | Альберт Кухлер Янош Бруґґер              | 21:20.39 |         |

### Фінал
| Місце | Номер | Країна                     | Спортсмени                               | Час      | Відставання |
| ----- | ----- | -------------------------- | ---------------------------------------- | -------- | ----------- |
| 1     | 1     | Норвегія                   | Ерік Вальнес Йоганнес Гесфлот Клебо      | 19:22.99 | —           |
| 2     | 2     | Фінляндія                  | Ійво Нісканен Йоні Мякі                  | 19:25.45 | +2.46       |
| 3     | 14    | Олімпійський комітет Росії | Олександр Большунов Олександр Терентьєв  | 19:27.28 | +4.29       |
| 4     | 16    | Швеція                     | Вільям Поромаа Оскар Свенссон            | 19:38.05 | +15.06      |
| 5     | 7     | Канада                     | Антуан Сір Ґрем Річі                     | 19:45.30 | +22.31      |
| 6     | 15    | Італія                     | Франческо де Фабіані Федеріко Пеллегріно | 19:48.42 | +25.43      |
| 7     | 3     | Франція                    | Юго Лапалюс Рішар Жув                    | 19:58.37 | +35.38      |
| 8     | 17    | Швейцарія                  | Йонас Бауманн Жов'ян Едіґер              | 20:04.35 | +31.46      |
| 9     | 19    | США                        | Бен Оґден Джей Сі Скунмейкер             | 20:28.07 | +1:05.08    |
| 10    | 21    | Австрія                    | Міхаель Феттінґер Беньямін Мозер         | 21:15.00 | +1:52.01    |